# Pommiers (Roine)
Pommiers és un municipi francès situat al departament del Roine i a la regió d'Alvèrnia-Roine-Alps. L'any 2007 tenia 2.149 habitants.

## Demografia

### Població
El 2007 la població de fet de Pommiers era de 2.149 persones. Hi havia 791 famílies de les quals 143 eren unipersonals (41 homes vivint sols i 102 dones vivint soles), 281 parelles sense fills, 326 parelles amb fills i 41 famílies monoparentals amb fills.
La població ha evolucionat segons el següent gràfic:
Habitants censats

### Habitatges
El 2007 hi havia 882 habitatges, 794 eren l'habitatge principal de la família, 48 eren segones residències i 40 estaven desocupats. 811 eren cases i 65 eren apartaments. Dels 794 habitatges principals, 686 estaven ocupats pels seus propietaris, 98 estaven llogats i ocupats pels llogaters i 10 estaven cedits a títol gratuït; 4 tenien una cambra, 24 en tenien dues, 52 en tenien tres, 183 en tenien quatre i 530 en tenien cinc o més. 685 habitatges disposaven pel capbaix d'una plaça de pàrquing. A 283 habitatges hi havia un automòbil i a 486 n'hi havia dos o més.

### Piràmide de població
La piràmide de població per edats i sexe el 2009 era:
| Homes | Edats   | Dones |
| ----- | ------- | ----- |
| 0     | 95 o +  | 0     |
| 8     | 90 a 94 | 12    |
| 4     | 85 a 89 | 20    |
| 12    | 80 a 84 | 16    |
| 4     | 75 a 79 | 28    |
| 24    | 70 a 74 | 36    |
| 64    | 65 a 69 | 60    |
| 52    | 60 a 64 | 64    |
| 44    | 55 a 59 | 60    |
| 64    | 50 a 54 | 84    |
| 68    | 45 a 49 | 64    |
| 72    | 40 a 44 | 48    |
| 64    | 35 a 39 | 96    |
| 48    | 30 a 34 | 40    |
| 24    | 25 a 29 | 36    |
| 24    | 20 a 24 | 28    |
| 72    | 15 a 19 | 52    |
| 80    | 10 a 14 | 52    |
| 48    | 5 a 9   | 76    |
| 44    | 0 a 4   | 44    |

## Economia
El 2007 la població en edat de treballar era de 1.340 persones, 983 eren actives i 357 eren inactives. De les 983 persones actives 929 estaven ocupades (490 homes i 439 dones) i 53 estaven aturades (22 homes i 31 dones). De les 357 persones inactives 123 estaven jubilades, 145 estaven estudiant i 89 estaven classificades com a «altres inactius».

### Ingressos
El 2009 a Pommiers hi havia 826 unitats fiscals que integraven 2.272 persones, la mediana anual d'ingressos fiscals per persona era de 24.366 €.

### Activitats econòmiques
Dels 83 establiments que hi havia el 2007, 1 era d'una empresa de fabricació de material elèctric, 6 d'empreses de fabricació d'altres productes industrials, 17 d'empreses de construcció, 12 d'empreses de comerç i reparació d'automòbils, 4 d'empreses de transport, 3 d'empreses d'hostatgeria i restauració, 1 d'una empresa d'informació i comunicació, 5 d'empreses financeres, 8 d'empreses immobiliàries, 12 d'empreses de serveis, 10 d'entitats de l'administració pública i 4 d'empreses classificades com a «altres activitats de serveis».
Dels 27 establiments de servei als particulars que hi havia el 2009, 1 era una oficina de correu, 1 paleta, 4 guixaires pintors, 3 fusteries, 6 lampisteries, 1 electricista, 3 perruqueries, 3 restaurants, 4 agències immobiliàries i 1 saló de bellesa.
Dels 2 establiments comercials que hi havia el 2009, 1 era una carnisseria i 1 una llibreria.
L'any 2000 a Pommiers hi havia 49 explotacions agrícoles que ocupaven un total de 390 hectàrees.

## Equipaments sanitaris i escolars
L'únic equipament sanitari que hi havia el 2009 era una farmàcia.
El 2009 hi havia una escola elemental.

## Poblacions més properes
El següent diagrama mostra les poblacions més properes.